# Петербургский Пурпурный кодекс
Петербургский Пурпурный кодекс (лат. Codex Petropolitanus Purpureus; условное обозначение: N или 022) — унциальный манускрипт VI века на греческом языке, содержащий фрагменты текстов четырёх Евангелий на 231 пергаментном листе (32 x 27 см). Название рукописи происходит от города, в котором большая часть рукописи находится.

## История
В XII веке кодекс был разделён на части (крестоносцами), и отдельные листы оказались разбросанными по разным библиотекам мира. В 1896 году Россия купила часть.
В настоящее время 182 листа хранятся в Российской национальной библиотеке (Gr. 537) в Санкт-Петербурге, 33 листа на Патмосе, 6 — в Ватиканской библиотеке, 4 — в Британской библиотеке, 2 — в Вене, 1 — в Византийском музее в Афинах, 1 лист находится в частной коллекции в Лерме, в Италии, 1 — в библиотеке Пьерпонта Моргана в Нью-Йорке.
Факсимильное издание выпущено в Афинах в 2002 г.

## Особенности рукописи
Петербургский Пурпурный кодекс написан серебряными чернилами на пурпурном пергаменте. Сокращения для слов «Бог», «Иисус» и «Сын» (ΙΣ, ΘΣ, ΚΣ, ΥΣ) выделены золотыми буквами. Текст на листе расположен в двух колонках.
Петербургский Пурпурный кодекс, вместе с Россанским кодексом (Σ), Бератским кодексом (Φ) и Синопским кодексом (O), принадлежат к группе пурпурных унциальных рукописей.
Тексты Лк 22, 43-44; Ин 7, 53 — 8, 11 пропущены.
Греческий текст рукописи отражает византийский тип текста, отнесен к V категории Аланда.

### Лакуны
Евангелие от Матфея

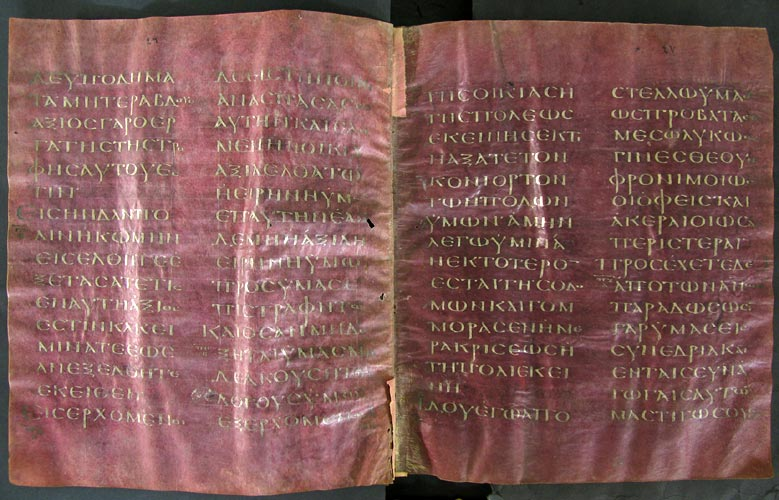
Матфей 10,10-17

1,1-24; 2,7-20; 3,4-6,24; 7,15-8,1; 8,24-31; 10,28-11,3; 12,40-13,4; 13,33-41; 14,6-22; 15,14-31; 16,7-18,5; 18,26-19,6; 19,13-20,6; 21,19-26,57; 26,65-27,26; 26,34-fin;
Евангелие от Марка
1,1-5,20; 7,4-20; 8,32-9,1; 10,43-11,7; 12,19-24,25; 15,23-33; 15,42-16,20;
Евангелие от Луки
1,1-2,23; 4,3-19; 4,26-35; 4,42-5,12; 5,33-9,7; 9,21-28; 9,36-58; 10,4-12; 10,35-11,14; 11,23-12,12; 12,21-29; 18,32-19,17; 20,30-21,22; 22,49-57; 23,41-24,13; 24,21-39; 24,49-fin;
Евангелие от Иоанна
1,1-21; 1,39-2,6; 3,30-4,5; 5,3-10; 5,19-26; 6,49-57; 9,33-14,2; 14,11-15,14; 15,22-16,15; 20,23-25; 20,28-30; 21,20-fin.